# Fab lab

Un fab lab ou fablab (contraction de l'anglais fabrication laboratory, « laboratoire de fabrication ») est un tiers-lieu de type makerspace cadré par le Massachusetts Institute of Technology (MIT) et la FabFoundation en proposant un inventaire minimal permettant la création des principaux projets fab labs, un ensemble de logiciels et solutions libres et open-sources, les Fab Modules, et une charte de gouvernance, la Fab Charter.
Pour être identifié en tant que fab lab par la FabFoundation, il faut passer par plusieurs étapes de certification. Les personnes intéressées peuvent également suivre une formation à la Fab Academy, qui donne des cours sur la fabrication numérique et les technologies associées.
Les fab labs forment un réseau mondial dynamique de fabrication numérique, composé de plus de 2 000 laboratoires à travers le monde, dont la mission principale est de démocratiser les processus de fabrication manufacturiers. Initié par Neil Gershenfeld, ce réseau permet aux créateurs de partager des connaissances et des projets à une échelle globale, favorisant ainsi l'innovation collaborative.
Le logo des fab labs est composé de trois couleurs, chacune ayant une signification spécifique : vert pour le modèle commercial et économique ; bleu pour l'impact social et la durabilité ; rouge pour la recherche et l'éducation.

## Historique
Le concept de fab lab a été pensé par Neil Gershenfeld, physicien et informaticien, professeur au sein du MIT, à la fin des années 1990, sur base de ses observations faites au sein de hackerspaces se transformant en makerspace pour répondre aux besoins des communautés créées (par exemple le C-base de Berlin, fondé en 1995). L'équipe du MIT a toujours confirmé qu'elle n'a jamais prévu un tel succès : « la croissance du réseau, après l’implantation des premiers Fab Labs, a dépassé nos rêves les plus fous. C’était un accident ».
L'on retrouve ainsi dans les fab labs beaucoup de préceptes provenant directement de l'éthique hacker et des valeurs de la culture maker.
Neil Gershenfeld a commencé en explorant comment le contenu de l'information renvoie à sa représentation physique, et comment une communauté peut être rendue plus créative et productive si elle a — au niveau local — accès à une technologie.
Le succès des makerspace au sein du MIT découle aussi de cours très populaires ayant également contribué à la réflexion sur le concept fab lab :
- le cours (MAS.863) dont l'intitulé est « How To Make (Almost) Anything » (« Comment fabriquer (presque) n'importe quoi »)
- le cours (MAS.S62) dont l'intitulé est « How To Make Something That Makes (Almost) Anything » (« Comment fabriquer quelque-chose qui fabriquera (presque) n'importe quoi »).

Ces cours, très demandés, sont encore ouverts aux étudiants lors des cours semestriels d'automne.
Le Media Lab du MIT, en collaboration avec le « Grassroots Invention Group » et le « Center for Bits and Atoms » (CBA), également du MIT fonda, en 2001, le premier fablab.
Alors que le Grassroots Invention Group n'est plus dans le Media Lab, le Center for Bits and Atoms consortium est toujours activement impliqué dans la poursuite des recherches dans des domaines liés à la description et à la fabrication, mais il n'exploite ni n'entretient aucun des laboratoires fab lab à travers le monde, sauf le mobile fab lab.
En France, les premières initiatives sont lancées à  partir de 2009 : Artilect FabLab Toulouse en 2009, puis Ping, Nybi.cc et Net-iki en 2011, le FacLab de l'université de Cergy-Pontoise, les LabFab de Rennes, de Lannion, Grenoble et Montpellier en 2012…
En Belgique, le premier fablab de Wallonie, le RElab, est inauguré en mai 2013 et porté par l'association ETNIK'Art. Il deviendra le Liège Hackerspace. Le premier fablab francophone est ouvert par iMAL, centre d'art dédié aux cultures numériques, le 14 septembre 2012 à Bruxelles.
Au Canada, échofab, lancé par Communautique, est le premier Fab Lab à recevoir l'homologation de la Fab Foundation. Il s'agit d'un espace d'innovation, d'inclusion, de collaboration et d'éducation mettant à la disposition de ses utilisateurs des techniques de fabrication numérique.

## Principes des fab labs
Le principe des fab labs est le même que celui des hackerspace et makerspace, c'est-à-dire le partage libre d'espaces, de machines, de compétences et de savoirs.
Le réseau formé par les fab labs a néanmoins permis de mettre en place d'importants patrimoines informationnels communs sous forme de sites internet alimentés de tous les biens communs informationnels acquis au sein des différents fab labs. L'importance de ces sites les rend plus populaires, donc plus accessibles et donc rend les différents projets plus accessibles également.
Les fablabs se sont popularisés pour plusieurs raisons, dont la tendance « do it yourself » et de la réappropriation des savoirs. Leur succès est aussi dû à Internet et au numérique, qui ont rendu les informations plus accessibles, ainsi qu'à l’évolution du rapport à la société de consommation, à l'obsolescence programmée et à la réparabilité, progressivement mieux comprises et intégrées.
Chaque fablab se créant pour répondre aux besoins d'une communauté, la direction que prendra le fablab dépendra directement de la communauté la composant ou de ses fondateurs.
Les différentes voies pouvant être prises par un fablab et le partage sans condition des biens communs informationnels amènent à l'absence théorique de concurrence entre les différents fab labs puisque deux fab labs ne seront jamais tout à fait les mêmes et répondront à des besoins différents.
Ce réseau et ce cadrage par une institution tel que le MIT ont également amené la confiance d'institutions dans des concepts qui leur étaient éloignés et que les hackerspace et makerspace n'arrivaient pas à développer de la même façon (makerspace, hackerspace, DIY, culture maker, culture libre, licences libres, open source…)
Comme l'indique le document États des lieux fablab - 2014 émis par la Direction générale des entreprises : 
Pour être labellisés par le MIT puis, depuis que le MIT a laissé la place à une association des fab labs, pour pouvoir s’auto-labelliser « fablab », il faut s’engager à respecter la charte des fab labs et s’autoévaluer sur quatre critères  :
| Note | Accessibilité au fab lab             | Engagement envers la charte des fab lab                    | Outils et processus                               | Participation au réseau global                                                     |
| ---- | ------------------------------------ | ---------------------------------------------------------- | ------------------------------------------------- | ---------------------------------------------------------------------------------- |
| A    | Ouverture, même partielle, au public | Présence de la charte dans le lieu et sur le site internet | Présence de tous les outils, voire plus           | Contribution et collaboration aux projets d'autres fab labs et création de projets |
| B    | Ouverture payante au public          | Le fab lab est dans l'esprit de la charte                  | Proche mais au moins un outil ou processus manque | Contribution et collaboration aux projets d'autres fab labs                        |
| C    | Restriction à certains publics       | Aucune mention à la charte                                 | Difficultés à suivre processus et tutoriels       | Peu, voire aucune contribution avec les autres fab labs                            |

Bien que le site de la Fab Foundation ne fasse pas directement mention à ces critères sous cette forme, nous pouvons retrouver les mêmes critères dans "Who/What qualifies as a Fab Lab?" :
1. Accessibilité au fablab  "First and foremost, public access to the Fab Lab is essential.  A Fab Lab is about democratizing access to the tools for personal expression and invention.  So a Fab Lab must be open to the public for free or in-kind service/barter at least part of the time each week, that’s essential."
2. Engagement envers la charte de Fab Lab  "Fab Labs support and subscribe to the Fab Lab charter: http://fab.cba.mit.edu/about/charter/"
3. Outils et processus  "Fab Labs have to share a common set of  tools and processes.  A prototyping facility is not the equivalent of a Fab Lab."... "A 3D printer is not a Fab Lab. The critical machines and materials are identified in this list[24] Fab labs have a recommender liste of capabilities. These include :
  - a laser cutter for making 3D structures from 2D designs,
  - a large CNC mill for making furniture and housing,
  - a NC knife and smaller mini-mill for making circuits and molds for casting
  - 3D printers
  - an electronics workbench
  - a suite of tooling and materials that allows anyone, anywhere to make almost anything.
4. Participation au réseau global  "If you invest in the below list completely, including materials, your lab can participate in the global Fab Academy." "Fab Labs must  participate in the larger, global Fab Lab  network, that is, you can’t isolate yourself.  This is about being part of a global, knowledge-sharing community.  The public videoconference is one way to do connect. Attending the annual Fab Lab meeting is another.   Collaborating and partnering with other labs in the network on workshops, challenges or projects is another way.  Participating in Fab Academy is yet another way."

## Charte des fab labs
Il existe une charte concernant les fab labs, disponible sur le site du MIT  ainsi que sur le site de la FabFoundation :

### Interprétations
Les points secret et business de la charte de la Fab Foundation peuvent être ouverts à beaucoup d'interprétations quant à la propriété intellectuelle . Selon le point de vue du fabmanager ou des personnes décisionnaires quant à la politique du fablab, il n'est pas rare d'être confronté à des visions totalement différentes d'un lieu à l'autre. Pour cette raison, différents makerspace ont délibérément refusé de rentrer dans le réseau fablab pour se concentrer sur l'aspect makerspace et appliquer une charte correspondant à leurs convictions. C'est par exemple le cas de MicroFactory, à Bruxelles.
Comme l'explique Liorel Maurel, alias Calimaq, juriste et blogueur pour Scinfolex et va plus loin dans son analyse.

## Problématiques liées à l'interprétation de la charte
Les différentes interprétations concernant la propriété intellectuelle au sein d'un fab lab amènent dans chacun de ces lieux à de nouvelles problématiques.
L'une des premières est celle des logiciels utilisés au sein du fab lab car des réponses apportées dépendent aussi les différents types d'adhérents que l'on pourra retrouver.
De nombreuses sociétés proposent dorénavant des licences gratuites de leurs logiciels pour une certaine durée si le fab lab est bien répertorié dans la liste officielle de la FabFoundation. (Dassault, Autodesk)
Là où Laurence Berthoud Lafarge, présidente de Kelle Fabrik à Dijon, satisfaite de cette initiative, en a « tout de suite fait la demande », Pol Olory, fabmanager d’Art3fact Lab à Dax (Landes), s’interroge « sur les raisons d’une telle offre » pense que ce n’est pas dans « l’esprit des fab labs, qui explorent un autre aspect de l’acquisition des savoirs, hors du champ commercial. » et préfère donc les solutions libres : « Nous formons les jeunes du fablab sur Blender, c’est suffisant pour acquérir les bases ».
Ainsi, plusieurs fab labs ont maintenant pour adhérents des entreprises imposant la possibilité d'ouverture de fichiers au format propriétaire et non plus de formats d'export, le fablab devant alors se charger de la phase d'exportation vers un format utilisable sur les machines mises à disposition, s'inscrivant alors dans une logique de société de service classique et non plus de tiers-lieu lié à la culture libre cherchant à promouvoir l'utilisation des logiciels et licences libres afin de permettre à tous de participer ou élaborer un projet. Cela rentre donc en conflit avec le point "Accès" de la charte indiquant "vous devez apprendre à le fabriquer vous-même".

## Des EPN auxfab labs

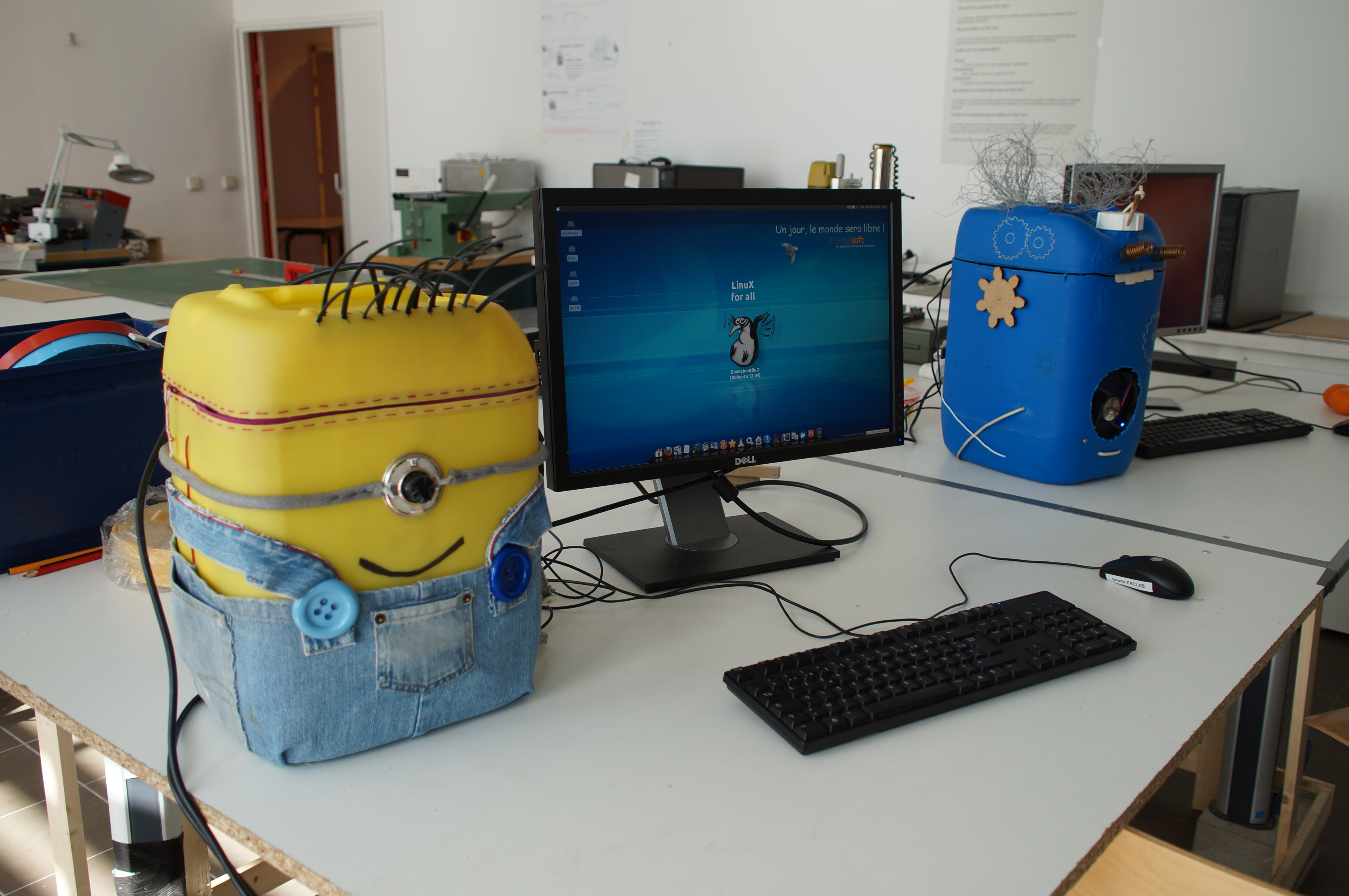
Un jerrican personnalisé

De multiples espaces publics numériques (EPN), ou cyberbases ont été ouverts en France depuis la fin des années 1990. Certains de ces lieux sont en train de se convertir en fab labs. La France est un des pays au monde avec le plus grand nombre de fab labs par habitants . Fin juin 2013, le gouvernement français lance un appel à projets « aide au développement des ateliers de fabrication numérique » avec pour volonté d’inciter certains des plus de 4 000 EPN qui existent dans l’Hexagone à se convertir en fab lab .

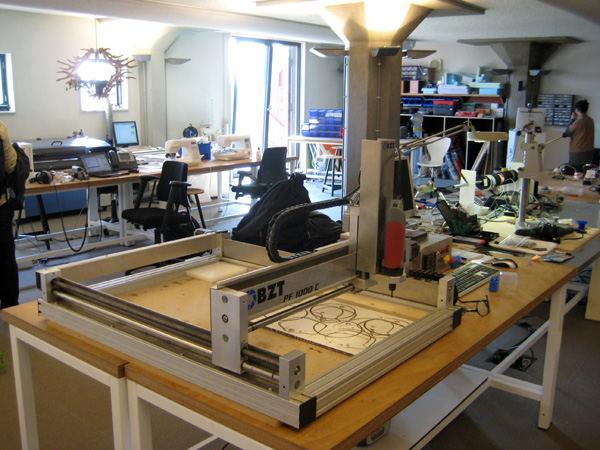
Un fab lab à Amsterdam hébergé à la Waag Society

Le fonds devait financer une dizaine de projets à hauteur de 50 000 à 200 000 euros par projet. Clos le 13 septembre 2013, l'« aide au développement des ateliers de fabrication numérique » a finalement retenu 14 projets sur 154 déposés. L'annonce des lauréats a été suivie par une polémique  reposant sur la perception par la communauté des fab labs d'une défaillance de communication de la DGCIS vis-à-vis de l'annonce des résultats, sur la représentativité des projets retenus vis-à-vis des fab labs existants, voire d'une forme de conflit d'intérêts entre prescripteurs et lauréats à l'appel à projets ,,,,. L'État a répondu à certaines de ces critiques par l'intermédiaire d'une FAQ , en argumentant que « le cahier des charges n’a volontairement pas fait référence à la charte du MIT donnant des critères d’évaluation d’un fablab ». Ledit cahier des charges  mentionnait pourtant à deux reprises le terme "fab labs" sur la page de garde, faisant ainsi directement écho à la charte des fab labs du MIT, et indiquait au paragraphe 2 « Les projets susceptibles d’être soutenus devront être portés par un atelier de fabrication numérique (fab lab) et présenter des dépenses et investissements permettant d’aboutir à une amélioration du service rendu dans les structures existantes. ».
Certains fab labs en France pourraient trouver un soutien, dans le cadre des 215 millions d'euros dédiés à la « French Tech », le cahier des charges du programme de la French tech intégrant la nécessité pour le territoire candidat de comporter un fablab.
Une concrétisation du programme d'aide du Gouvernement français est l'ouverture en octobre 2014 de l'Usine IO, à Paris ; cofinancés par les fonds publics, Xavier Niel et Jacques-Antoine Granjon, les 1 500 m2 ont nécessité un investissement de 700 000 €. Les abonnés peuvent disposer du matériel coûteux mais en libre service — imprimante numérique, fraiseuse laser — pour réaliser le prototypage de leurs projets.
Le ministère de l'économie a en outre fait réaliser une étude sur le rôle et la place de ces ateliers de fabrication numérique, étude qui doit être rendue publique mi-octobre 2014.
Ces lieux d'innovation et de partage permettent de reprendre la main sur la technologie, par exemple en organisant des séances d'initiation à l'autoconstruction d'imprimantes 3D, des formations à des logiciels de modélisation 3D ou en apprenant à assembler un ordinateur dans un bidon : Jerry Do-It-Together.
Certains fablabs sont des émanations totalement publiques, de communautés de communes ou de villes. Leur financement étant manifestement subventionné, et les tarifs pratiqués très inférieurs à ceux des fablabs professionnels et autres entreprises de prototypage, il se trouve de fait créé une concurrence déloyale. Pour pallier ce risque, les fablabs issus d'entités publiques s'interdisent la production de séries ou de petites séries.

## Fab City
La Fab City a été créée pour explorer des moyens innovants de créer la ville du futur. 
Elle se concentre sur la transformation et le façonnage de la manière dont les matériaux sont obtenus et utilisés. 
Cette transformation devrait conduire à passer d'une ville d'importation/exportation de produits à une ville d'importation/exportation de données. 
Tout cela devrait aboutir à des villes autosuffisantes en 2054, conformément à la promesse faite par Barcelone. 
La Fab City est liée au mouvement des fablabs, car elles utilisent le même capital humain. Elles utilisent l'esprit d'innovation des utilisateurs des fablabs.

## Amalgame fab lab et makerspace
La découverte des makerspaces et "ateliers de fabrication numérique" par le grand public s'étant principalement réalisée par le succès de l'initiative Fab lab, l'amalgame entre fab lab et makerspace est souvent faite bien que le makerspace soit un modèle antérieur à celui de fab lab.
Par exemple, une autre initiative de makerspace postérieure à l'ouverture des premiers fab labs en France, Techshop, connu pour sa collaboration avec Leroy Merlin, a été qualifié par plusieurs médias de « fablab Techshop »,,, là où TechShop n'est aucunement rattaché au MIT.
Ces amalgames et le flou entourant la charte ont été mis en avant par la Direction générale des entreprises.

## Conférences FAB
Chaque année, depuis 2005, la Fab Foundation invite les fablabs du monde entier à se réunir lors d'une conférence réunissant acteurs et fondateurs du mouvement.

## Fab labs en bibliothèques
Très vite, le mouvement des fab labs s'est développé hors du contrôle du MIT en prenant plusieurs formes et dénominations. Les bibliothèques, qu'elles soient publiques, scolaires ou universitaires, ont commencé à s'intéresser à l'intégration de ces nouvelles technologies au sein de leurs locaux. La mission des bibliothèques de démocratiser l'accès aux technologies avancées, souvent coûteuses et peu adaptées à un usage domestique, rejoint l’esprit des fab labs. Aujourd’hui, les bibliothèques ne sont plus considérées comme des lieux de consultation et de socialisation mais en tant qu’espaces d’apprentissage et de fabrication. Comme le souligne Marie D. Martel, « les bibliothèques ont évolué à travers l’âge de l’accès vers l’âge de la formation et, maintenant, voici que survient l’âge de la participation ».
Les fab labs sont souvent des environnements ouverts conçus pour la création, la fabrication et la collaboration, et sont présents à tous les niveaux d’enseignement. Habituellement, ces espaces se limitent à des locaux, mais ils peuvent également être mobiles ou virtuels. Ils peuvent être équipés d’outils et de matériaux tels que des ordinateurs, des tablettes, des logiciels de création 3D, des robots, des nano-ordinateurs, des microcontrôleurs, des perceuses, des imprimantes 3D, des découpeuses laser, des machines à coudre, des blocs Lego, des numériseurs 2D et 3D. Le matériel disponible est tributaire des choix pédagogiques de l’équipe-école.
Les Fab Labs sont avant tout reconnus par leur ouverture. Ils accueillent une multitude de personnes telles que des entrepreneurs, des designers, des artistes, des bricoleurs, des étudiants, et tous ceux qui ont des projets de fabrication, et qui veulent passer de la conception au prototypage, à la mise au point et au déploiement d’objets.
L'intégration des fab labs au sein des bibliothèques a un impact significatif sur ses usagers. Ils offrent des opportunités d’apprentissage pratique et de développement de compétences techniques. Il favorise également l'innovation, la créativité, le partage, tout en contribuant à réduire la fracture numérique.
Toutefois, ouvrir ces projets en bibliothèque nécessite, en plus des ressources financières, des compétences techniques spécifiques ainsi que des équipements entretenus, bien que la philosophie des fab labs soit axée sur le bricolage et le partage. Par conséquent, les bibliothécaires se trouvent obligés de se former sur ces nouvelles tâches par des échanges de pratiques, des groupes de discussion professionnels. Cette transition soulève des interrogations sur le positionnement professionnel et l'adaptation aux nouveaux espaces et services. Les universités commencent à offrir des formations diplômantes pour le métier de facilitateur.